# Sun Stone
 (avril 2020).
Il peut être nécessaire de l'améliorer pour respecter le principe de neutralité de point de vue. 

Albums de Roberto Magris Sextet
World Gardens
(2018) Suite!
(2019)
Sun Stone est un album du pianiste de jazz Roberto Magris enregistré à Miami, sorti sur le label JMood en 2019, et présentant des performances du Roberto Magris Sextet avec Ira Sullivan , Mark Colby, Shareef Clayton, Jamie Ousley et Rodolfo Zuniga,,. Le magazine Jazz Hot a qualifié l'album de indispensable.

## Réception critique
La critique de Jazz Journal de Brian Morton a décerné à l'album 3½ étoiles et déclare simplement: "Si votre paradigme du jazz est des thèmes et des solos, alors ceci l'un sera de la viande et de la boisson. C'est un autre grand ensemble de Magris, qui ne semble pas se tromper quand JMood l'appelle." La critique de All About Jazz de Jerome Wilson a décerné à l'album 3½ étoiles et déclare simplement: "Ce groupe particulier est ancré dans les traditions jazz des années 1950 et 60, faisant écho à McCoy Tyner, Art Blakey et Horace Silver à différents points. Il joue dans les limites d'un territoire de jazz familier, mais avec âme et puissance."  La critique du Chicago Jazz Magazine par Hrayr Attarian déclare simplement: "" Effervescent ", " sophistiqué "et" stimulant "sont trois adjectifs qui viennent immédiatement à l'esprit lorsqu'on leur demande de décrire la pierre du soleil du pianiste Roberto Magris."  La critique du Jazz Hot par Yves Sportis déclare simplement: "Avec ce disque, l’excellent Roberto Magris nous plonge dans le meilleur de l’atmosphère du jazz qui a émergé dans les années 1970-80, un jazz d’excellence bien qu’au creux de la vague sur le plan de la notoriété.  Roberto Magris possède en effet toutes les clés de ce monde du jazz qu’il évoque ici, y compris la «couleur américaine» malgré sa naissance transalpine: la virtuosité, une musicalité et un lyrisme qui confirment ses origines italiennes, mais aussi une pleine possession des codes du jazz, du blues, de l’expressivité, un swing tout à fait dans l’esprit du jazz, du piano jazz."

## Titres
1. Sun Stone (Roberto Magris) - 9:34
2. Innamorati a Milano (Memo Remigi) - 9:23
3. Planet of Love (Roberto Magris) - 7:56
4. Maliblues (Roberto Magris) - 11:00
5. Beauty is Forever! (Roberto Magris) - 7:45
6. Look at the Stars (Roberto Magris) - 11:24
7. Sun Stone II (Roberto Magris) - 9:31

## Musiciens
- Shareef Clayton - trompette
- Ira Sullivan - saxophone alto, saxophone soprano, flûte
- Mark Colby - saxophone ténor
- Roberto Magris - piano acoustique
- Jamie Ousley - contrebasse
- Rodolfo Zuniga - batterie